# Antonio Camps
 (septembre 2014).
Si vous disposez d'ouvrages ou d'articles de référence ou si vous connaissez des sites web de qualité traitant du thème abordé ici, merci de compléter l'article en donnant les références utiles à sa vérifiabilité et en les liant à la section « Notes et références ».
Pour les articles homonymes, voir Camps.
Antonio Camps Bau, né le 24 mai 1938 à Sant Joan de Vilatorrada (Catalogne, Espagne), est un footballeur espagnol qui jouait au poste d'attaquant. Il devient ensuite entraîneur.

## Biographie
Antonio Camps se forme au CE Manresa. À l'âge de 18 ans, en 1956, il va jouer avec les juniors du FC Barcelone avant de revenir au CE Manresa un an après. Il joue ensuite avec le RCD Espanyol entraîné par Elemér Berkessy à partir de 1957. Il joue pendant quatre saisons dans ce club, jouant 116 matchs et inscrivant 24 buts en première division. En Coupe des villes de foire, il marque sept buts en six matchs.
En 1962, l'Espanyol descend est relégué en deuxième division et il est alors recruté par le FC Barcelone contre la somme de huit millions de pesetas, un record pour l'époque. En 1963, il remporte la Coupe d'Espagne. Une grave blessure au genou le laisse indisponible pendant presque deux ans. Il reste au Barça jusqu'en 1965.
En 1965, il passe dans les rangs du CE Sabadell jusqu'en 1968.
En 1968, il joue avec le RCD Majorque. Il met un terme à sa carrière en 1969 et devient entraîneur de clubs tels que le CF Calella, le CE Mataró et l'UE Sants.

## Palmarès
- Vainqueur de la Coupe d'Espagne en 1963 avec le FC Barcelone